# Karlheinz Blaschke

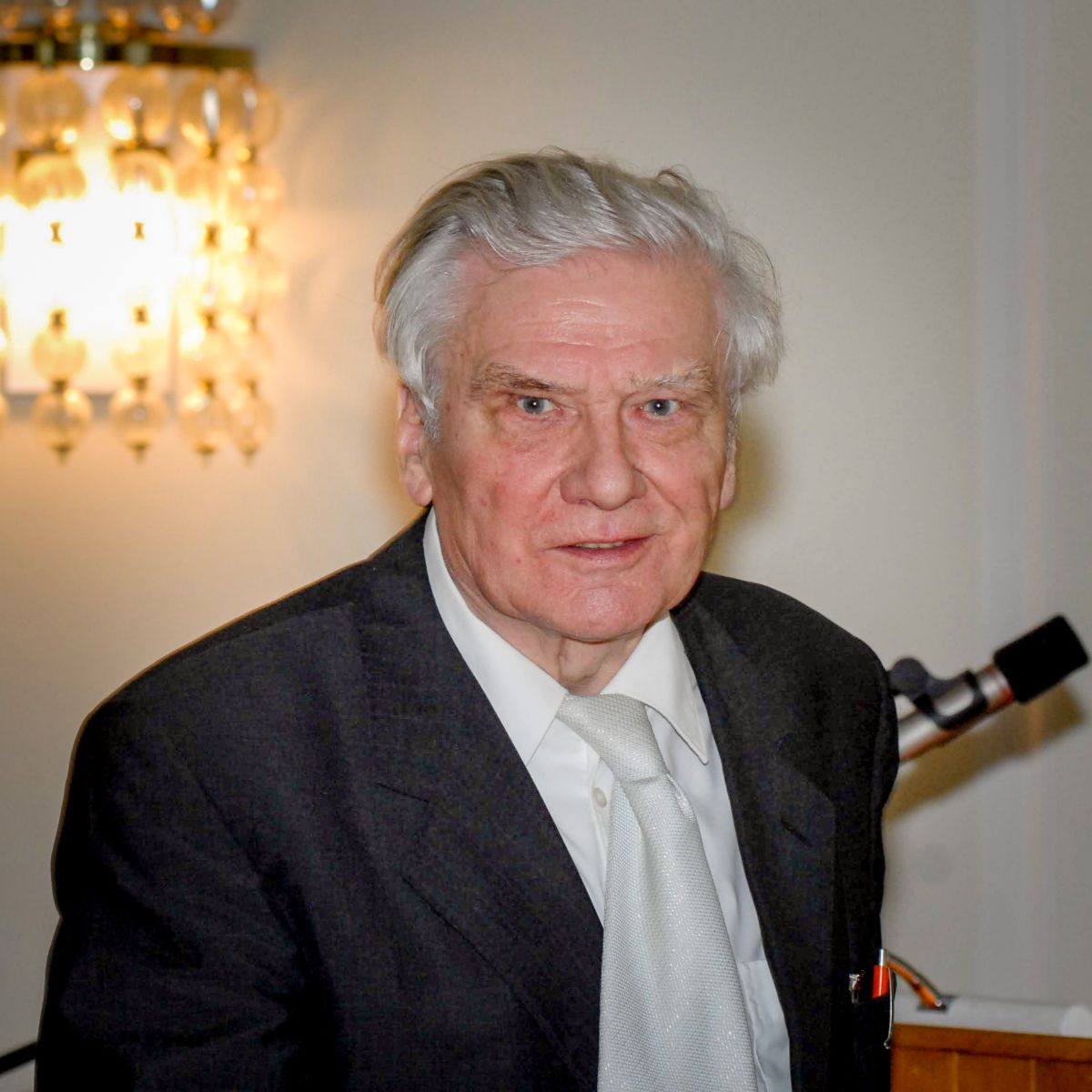
Karlheinz Blaschke.

Karlheinz Blaschke, född den 4 oktober 1927 i Schönlinde, Tjeckoslovakien, död den 25 december 2020 i Moritzburg (Sachsen), var en tysk arkivarie och historiker. Han var gift med Renate Blaschke-Hellmessen.
Blaschke växte upp i Leipzig och studerade från 1946 vid därvarande universitet. I december 1950 promoverades han som elev till Rudolf Kötzschke med en dissertation över Die fünf neuen Leipziger Universitätsdörfer. Därefter genomgick han en utbildung vid Institut für Archivwissenschaft Potsdam under Heinrich Otto Meisner. 
Åren 1951 till 1968 var Blaschke verksam vid Landeshauptarchiv Dresden. År 1962 habiliterade han sig med arbetet Bevölkerungsgeschichte von Sachsen bis zur Industriellen Revolution vid Leipzigs universitet, där han inte fick anställning, som bekännande kristen och motståndare till det politiska systemet i DDR. 
Därför övertog Blaschke 1969 den enda icketeologiska docenturen vid Theologisches Seminar Leipzig, en högskola som drevs av Evangelisch-Lutherische Landeskirche Sachsens. Efter händelserna som ledde till Tysklands återförening erhöll han den 2 oktober 1990, tillsammans med flera andra docenter, professorstiteln. Blaschke var kvar tills högskolan lades ned 1992. 
Samma år kallades han till den Lehrstuhl für sächsische Landesgeschichte vid Technische Universität Dresden, som han innehade fram tills han blev emeritus 1998. För sitt livsverk förlänades Blaschke 1999 Verdienstorden der Bundesrepublik Deutschland. Dessförinnan hade han redan 1997 mottagit Sächsische Verfassungsmedaille.